# 巴西皇家博物馆
巴西皇家博物馆（Museu Imperial de Petrópolis）是巴西的一座博物馆，设于里约热内卢州彼得罗波利斯的历史中心，彼得罗波利斯皇宫（Palácio Imperial de Petrópolis）内，原佩德罗二世皇帝(1831–1889)的夏宫, 
这是一座美丽的新古典主义建筑，建于1845年至1862年。为修建宫殿，佩德罗二世在1843年3月16日下诏，建立彼得罗波利斯城市。大量的欧洲移民，主要是德国人，修建城市和宫殿。

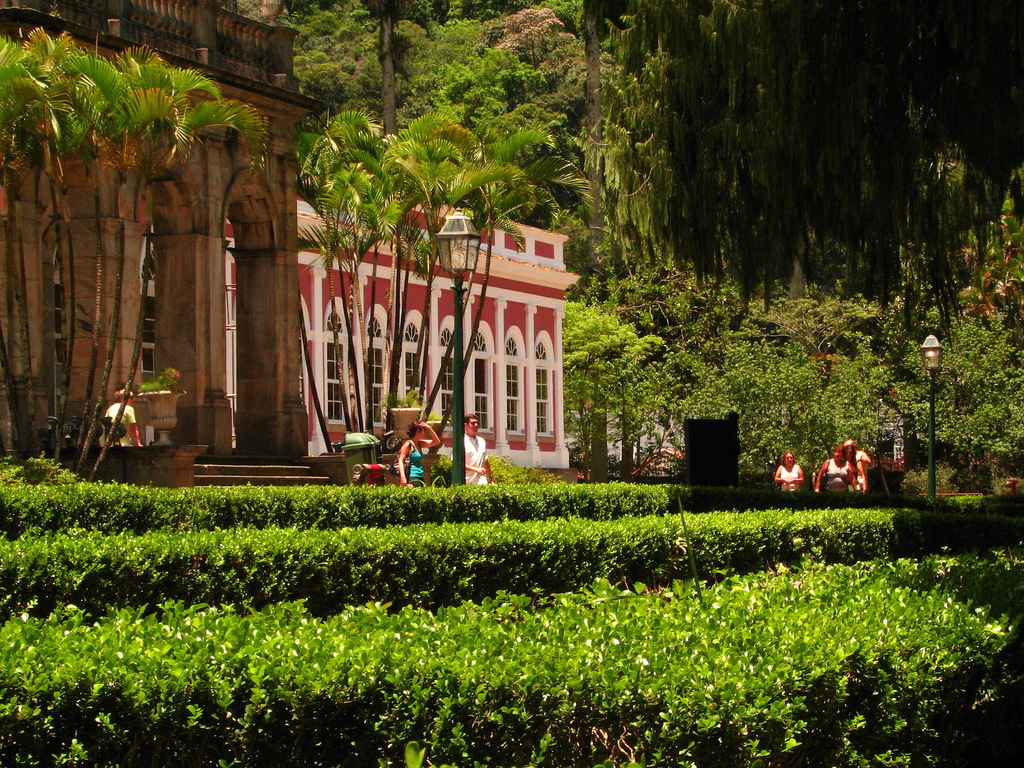
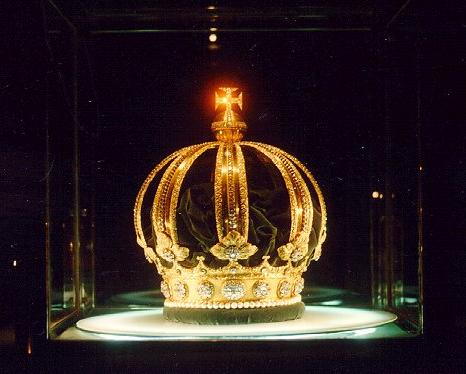
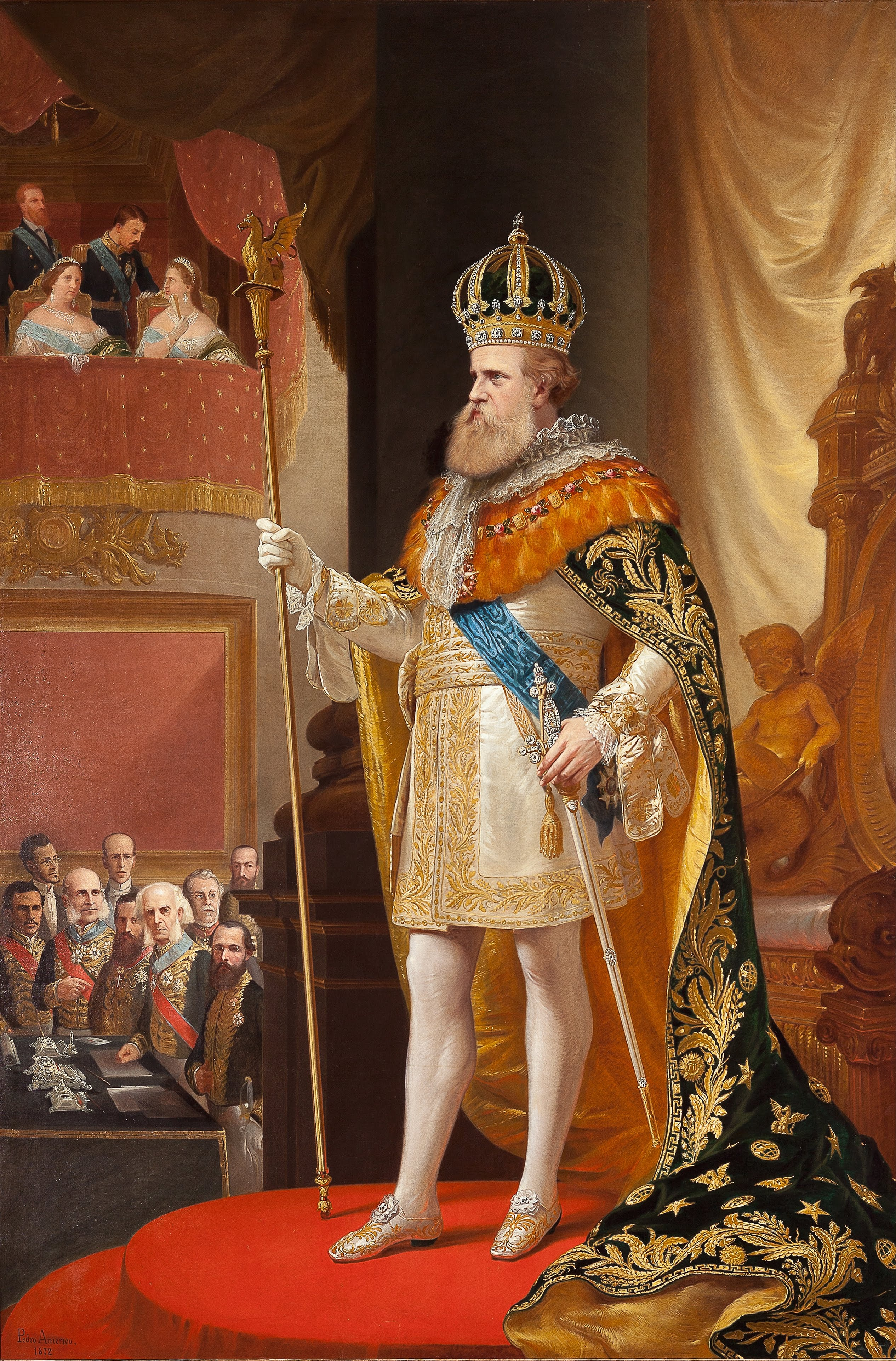
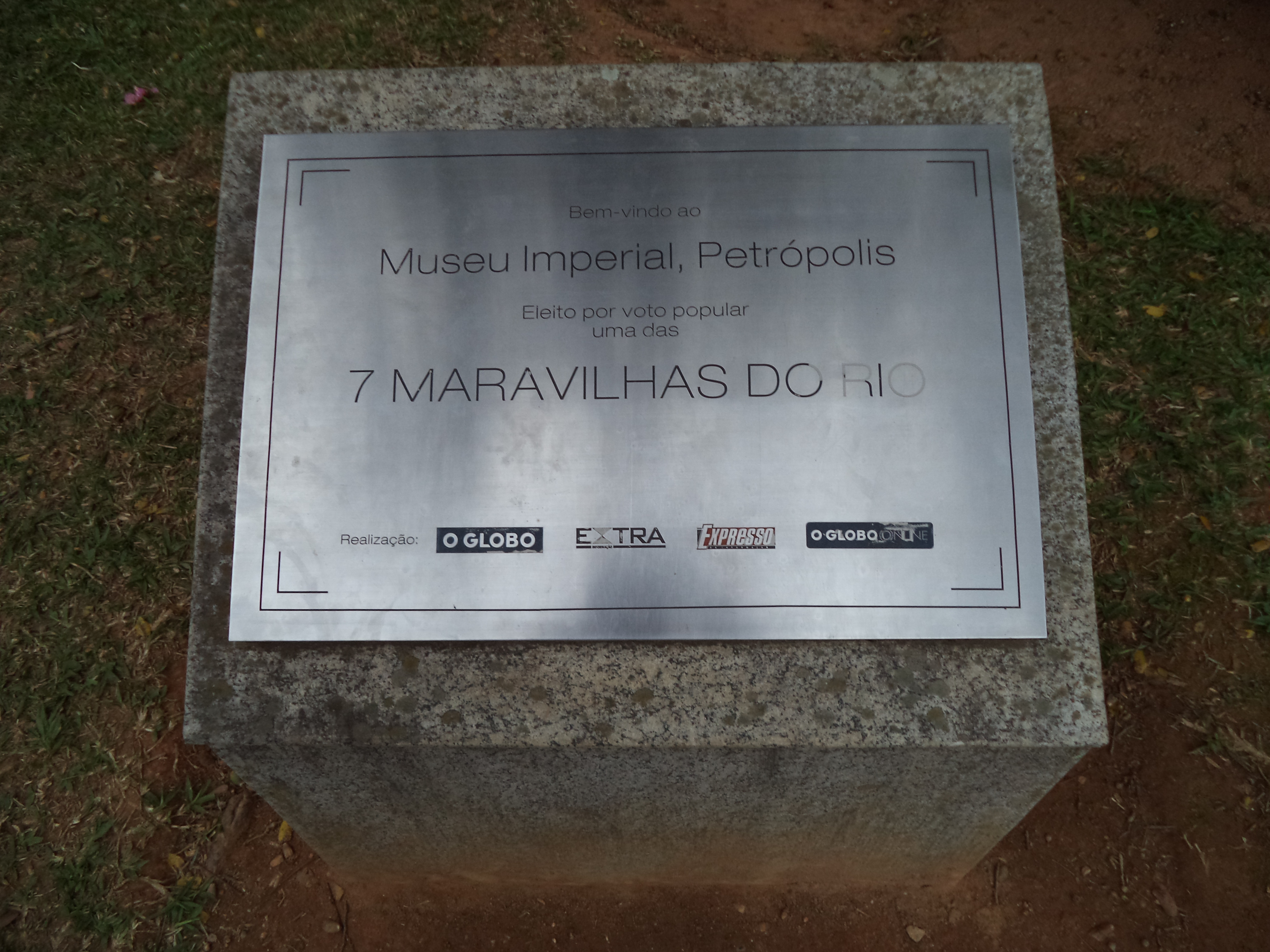
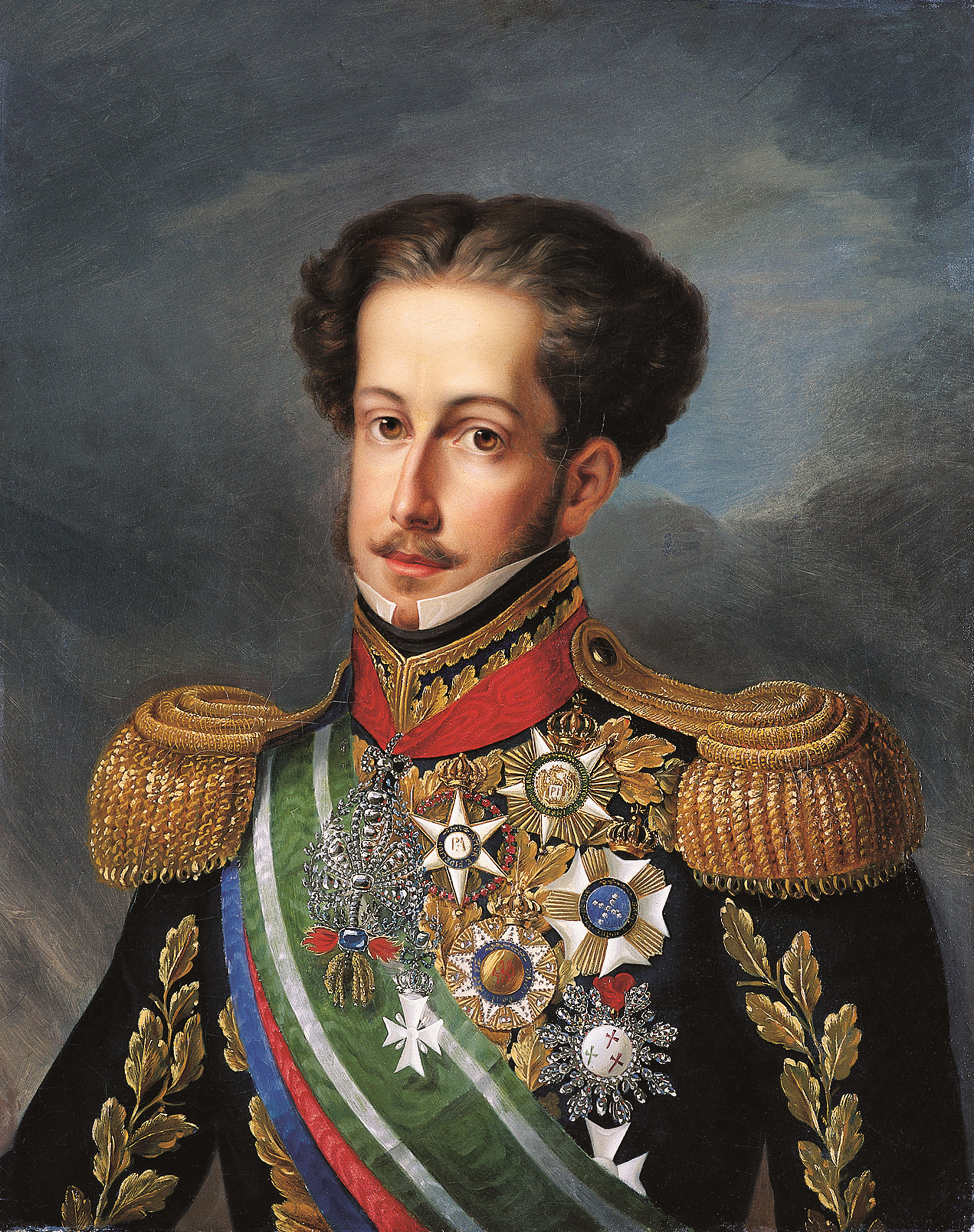
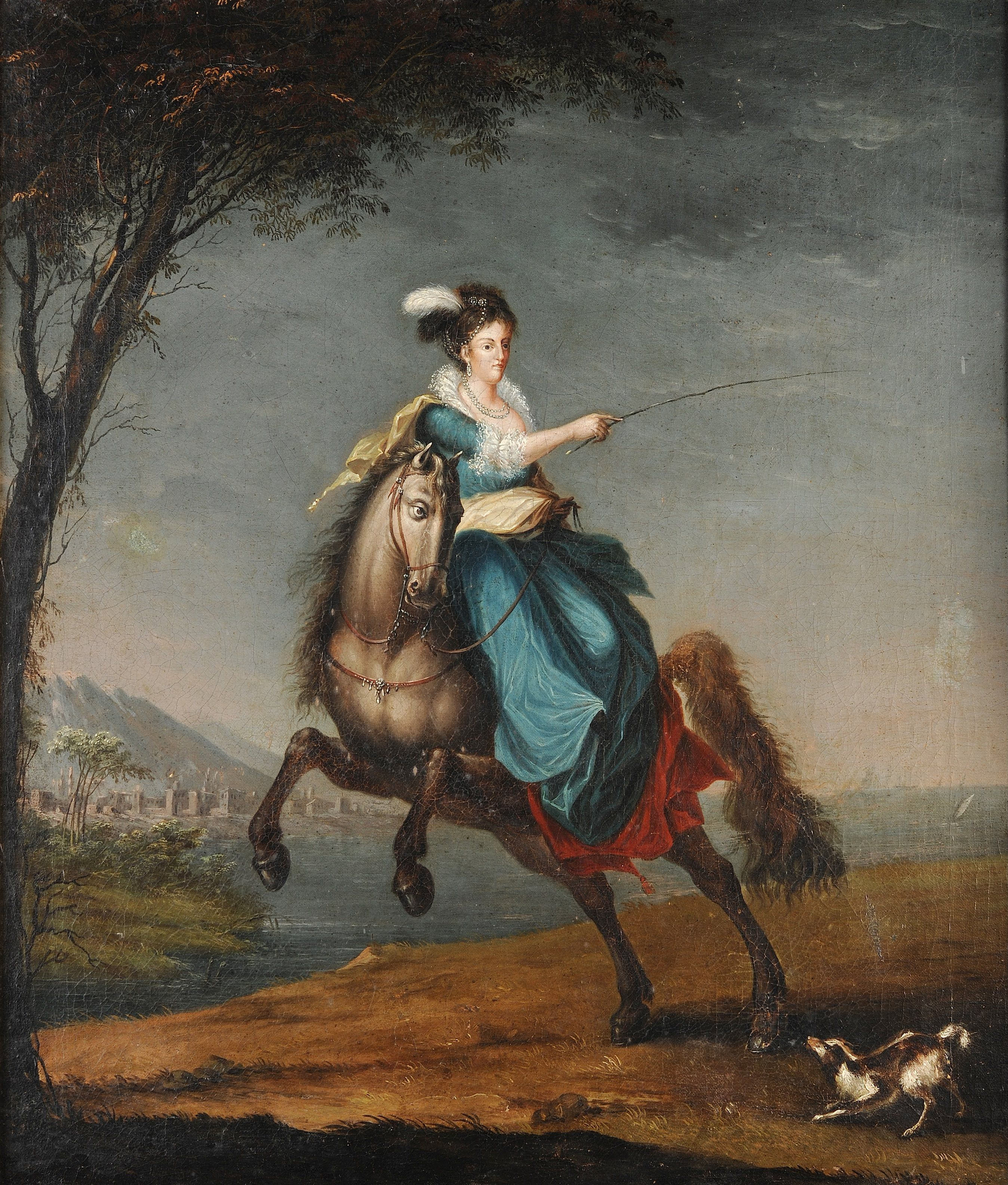
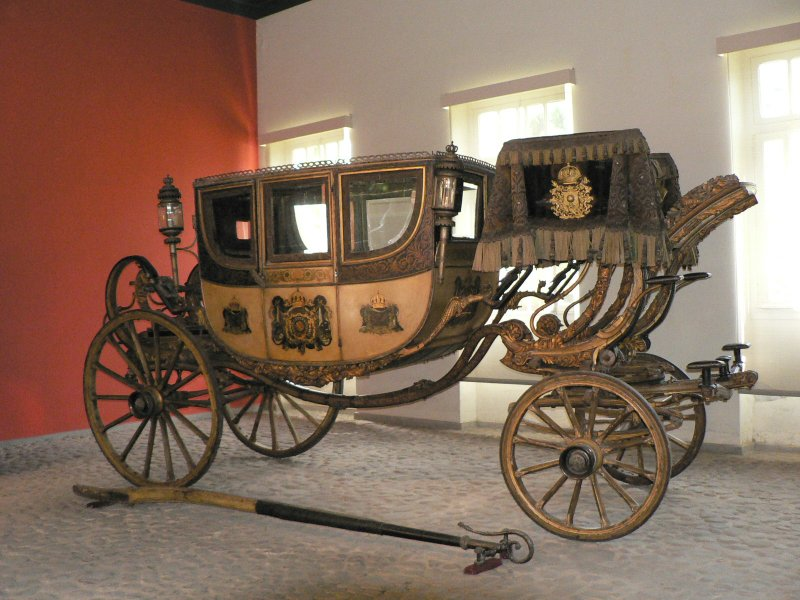
Imperial Carriage of Emperor Pedro II
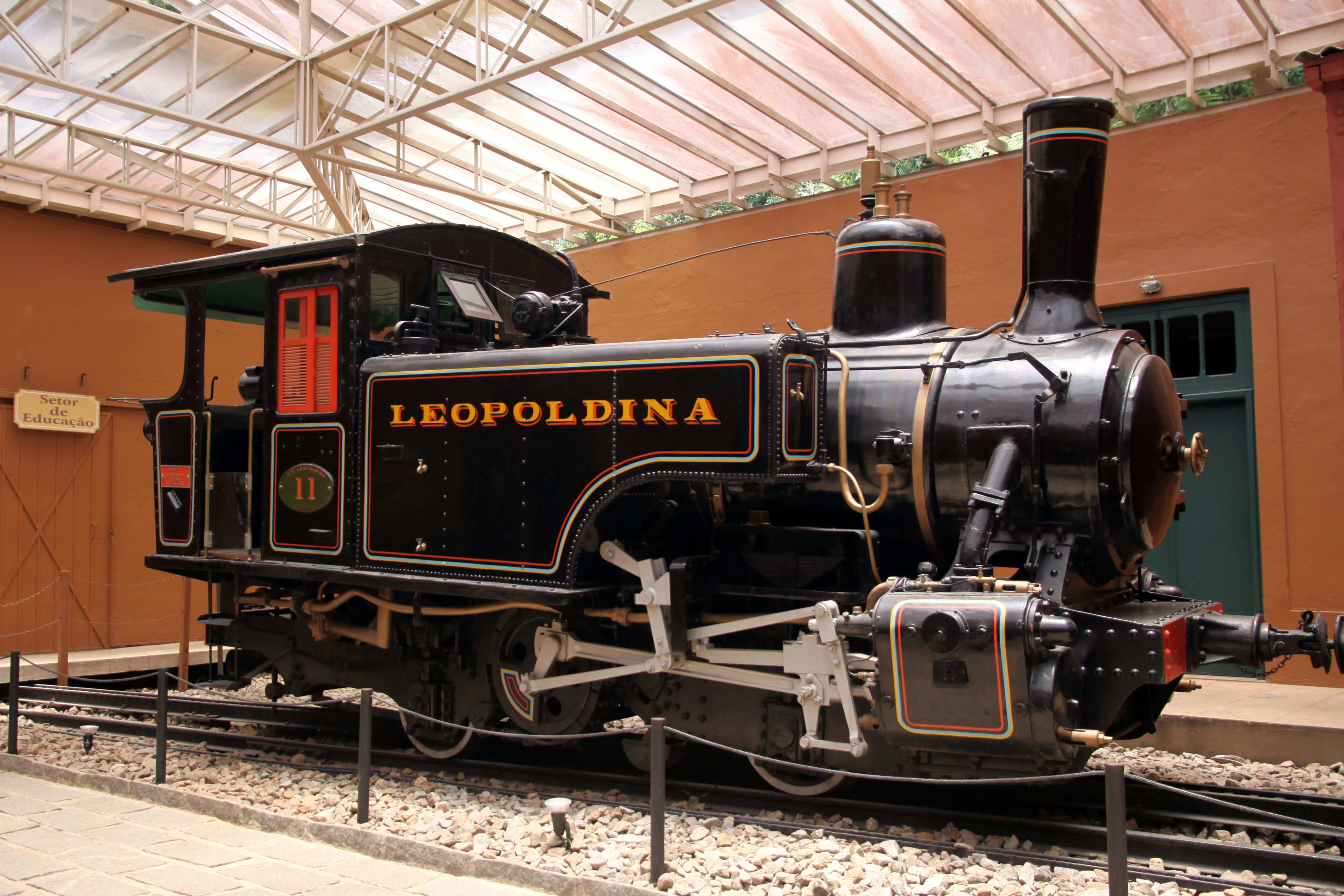
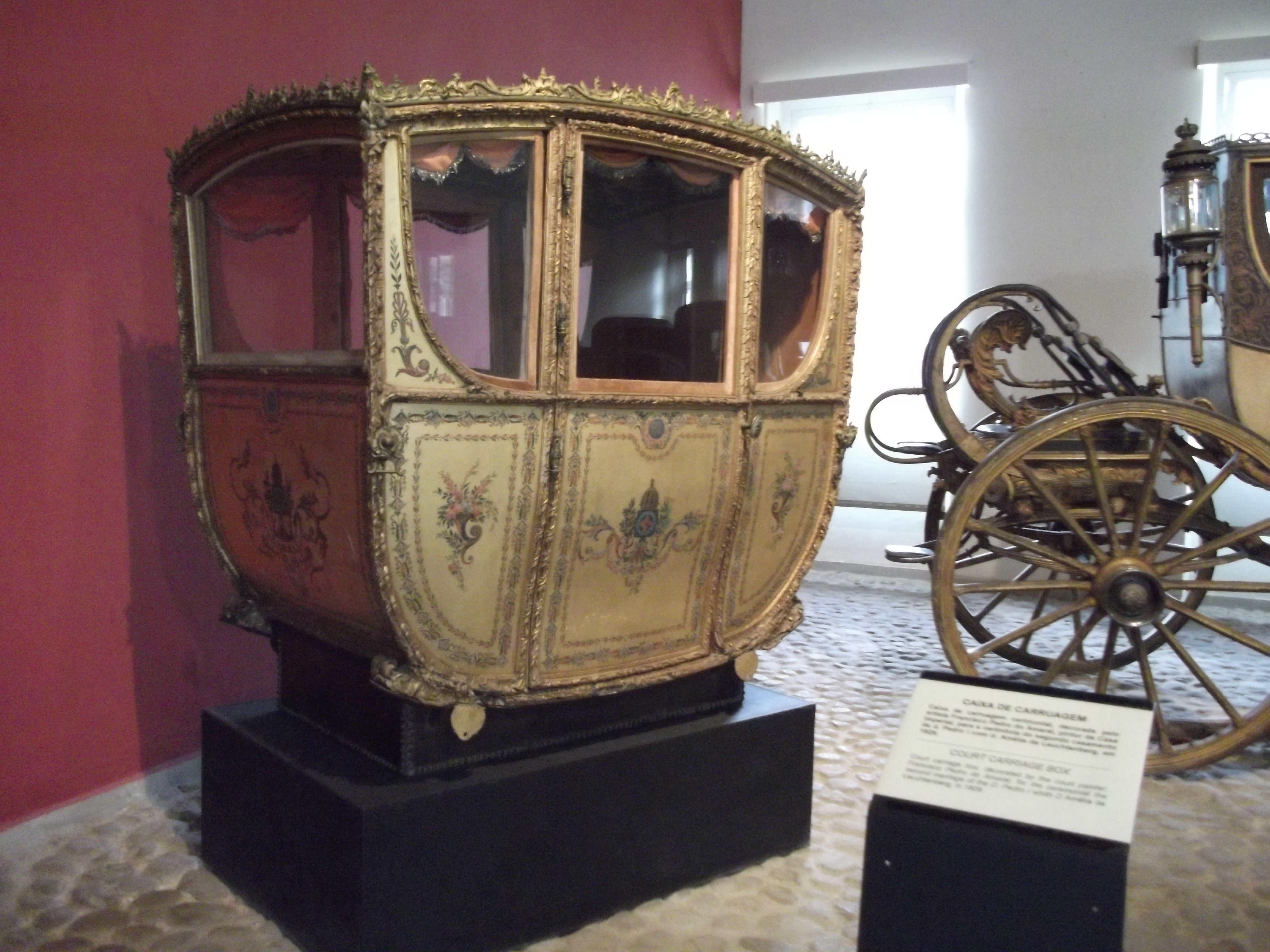
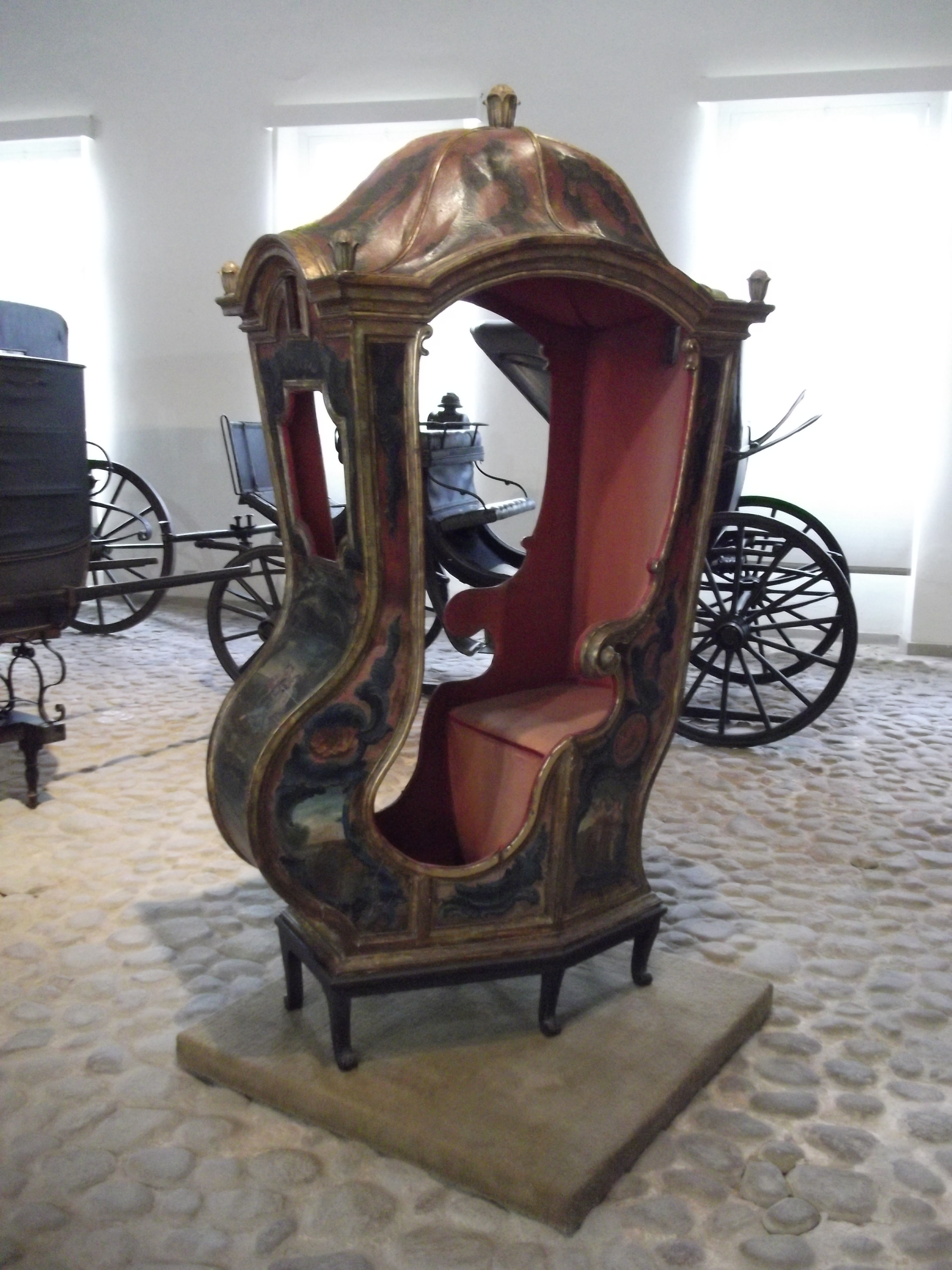